# Omahyra Mota
Omahyra Mota (Santo Domingo, 30 novembre 1984) è una supermodella dominicana.

## Sfilate
Ha sfilato anche per Hermes, Emanuel Ungaro, Vivienne Westwood e Jean Paul Gaultier, oltre che per Victoria's Secret nel 2001.

## Altre attività
Vanta apparizioni nel video della canzone Change Clothes di Jay-Z e nel film X-Men 3.

## Agenzie
Tra le agenzie che l'hanno rappresentata ci sono state:
- FM Agency - Londra[1]
- Nathalie Models - Parigi[1]
- Why Not Model Agency[1]
- Traffic Models - Barcellona[1]
- Front Management - Miami[1]
- Muse Management - New York[1]